# Parafia Świętych Apostołów Piotra i Pawła w Jaworzynce
Parafia Świętych Apostołów Piotra i Pawła w Jaworzynce – parafia rzymskokatolicka w Jaworzynce, należąca do dekanatu Istebna, diecezji bielsko-żywieckiej. Założona 15 czerwca 1958 po tym, jak w 1957 ustanowiono tu samodzielne duszpasterstwo. W 2005 parafia liczyła ponad 2000 wiernych. Kościół parafialny wybudowano w latach 1949–1950. Na terenie parafii znajduje się murowana kaplica katechetyczna pw. Królowej Pokoju w przysiółku Zapasieki z 1988 roku.